# Svenska Fotbollspokalen
La Rosenska Pokalen o Svenska Fotbollspokalen era un torneo di calcio giocato in Svezia tra il 1899 e il 1903. Il torneo era conosciuto come Rosenska Pokalen tra il 1899 e il 1902, e come Svenska Fotbollspokalen nel 1903, quando la coppa venne giocata due volte, una in primavera e l'altra in autunno. La competizione si fuse con la Svenska Mästerskapet nel 1904.

## Albo d'oro
| Anno    | Vincitore        | Finalista         |
| ------- | ---------------- | ----------------- |
| 1899    | Gefle IF         | AIK               |
| 1900    | Gefle IF         | AIK               |
| 1901    | nessun vincitore |                   |
| 1902    | Gefle IF         | Djurgårdens IF    |
| 1903 I  | Örgryte IS       | nessuna finalista |
| 1903 II | Örgryte IS       | IFK Stockholm     |

## Vittorie per club
| Titoli | Club       |
| ------ | ---------- |
| 3      | Gefle IF   |
| 2      | Örgryte IS |